# Kingston, East Lothian
Kingston är en by i civil parish Dirleton, i kommun East Lothian i Skottland. Byn är belägen 3 km från North Berwick. Orten hade 45 invånare år 1991.